# Friedrich-August Schack
Friedrich-August Schack (Schmiedeberg, 27 marzo 1892 – Goslar, 24 luglio 1968) è stato un generale tedesco della Wehrmacht durante la seconda guerra mondiale.

## Biografia
Schack entrò nell'esercito imperiale tedesco il 6 agosto 1914 e combatté nella prima guerra mondiale. Dopo la guerra passò al Reichsheer e dal 1934 venne nominato insegnante di tattica al collegio di guerra di Dresda. Nel 1937, venne promosso al grado di tenente colonnello.
Schack prese parte all'invasione della Polonia e all'Operazione Barbarossa, l'invasione dell'Unione Sovietica nel corso del secondo conflitto mondiale. Il 1º ottobre 1942 divenne comandante del collegio di guerra di Potsdam. Il 7 maggio 1943 ottenne il comando della 216ª divisione di fanteria. Il 1º luglio 1943 Schack venne promosso maggiore generale, mantenendo il comando della 216ª divisione di fanteria che guidò nel sanguinoso combattimento di Orël, nel luglio del 1943, e durante la battaglia di Kursk, dove subì pesanti perdite di uomini. Schack coi sopravvissuti venne quindi spostato in Belgio, dove prese il comando della 272ª divisione di fanteria. Il 1º gennaio 1944 venne promosso tenente generale e guidò la sua divisione alla difesa di Caen dopo il D-Day, motivo per cui il 21 settembre di quello stesso anno gli venne concessa la croce di cavaliere con fronde di quercia della Croce di Ferro. Ad ogni modo, Schack si trovò a difendere la città francese con pochi uomini e perlopiù pesantemente provati dalla guerra. Il 4 settembre 1944 Schack divenne comandante del LXXXI corpo d'armata, anch'esso fortemente mutilato dalla guerra, con il quale venne incaricato della difesa di Aquisgrana e della linea Siegfried. I superiori di Schack non furono soddisfatti della sua resa sul campo e lo rimpiazzarono col generale Friedrich Köchling. A partire dal 15 novembre 1944, Schack guidò il LXXXV corpo d'armata nella Francia meridionale e poi nelle Ardenne per un mese. Il 26 marzo 1945 Schack venne assegnato alla guida del XXXII corpo d'armata sull'Oder, presso Stettino. Il 20 aprile 1945 Schack venne promosso al rango di generale di fanteria e comandante generale del XXXII corpo d'armata. Al termine della guerra venne catturato dagli alleati e venne rilasciato dalla prigionia il 24 marzo 1948.